# Rågotjärnarna
Rågotjärnarna är en sjö i Sorsele kommun i Lappland och ingår i Umeälvens huvudavrinningsområde. Sjön har en area på 0,0999 kvadratkilometer och ligger 320,2 meter över havet. Rågotjärnarna ligger i Vindelälven Natura 2000-område.

## Delavrinningsområde
Rågotjärnarna ingår i det delavrinningsområde (723887-159385) som SMHI kallar för Mynnar i Långtjärnsbäcken. Medelhöjden är 354 meter över havet och ytan är 11,9 kvadratkilometer. Det finns inga avrinningsområden uppströms utan avrinningsområdet är högsta punkten. Vattendraget som avvattnar avrinningsområdet har biflödesordning 4, vilket innebär att vattnet flödar genom totalt 4 vattendrag innan det når havet efter 274 kilometer. Avrinningsområdet består mestadels av skog (78 procent). Avrinningsområdet har 0,51 kvadratkilometer vattenytor vilket ger det en sjöprocent på 4,3 procent.